# Edwin Moses
Edwin Corley Moses (Dayton, 1955. augusztus 31. –) amerikai atléta, a 400 méteres gátfutás olimpiai aranyérmese 1976-ban és 1984-ben. 1977 és 1987 között 107 egymást követő versenyt nyert (122 egymást követő futamot). Ebben az időszakban négy alkalommal futott világcsúcsot.

## Pályafutása
Moses az atlantai Morehouse College csapatában sportolt és az iskola ösztöndíjával fizika és ipari mérnök szakokon tanult. Fiatalon leggyakrabban 110 méteres gátfutó és 400 méteres síkfutó versenyeken indult. 1976 márciusa előtt csak egy 400 méteres gátfutó versenyen állt rajthoz, de ezután egyre jelentősebb eredményeket ért el ezen a távon. Védjegyévé vált a 13 lépéssel (esetenként 12) teljesített gátköz. Ezzel tudott ellenfeleitől elszakadni a táv második felén.
1976 nyarán bekerült az Egyesült Államok olimpiai csapatába. Annak ellenére, hogy az 1976-os olimpia volt az első nagy nemzetközi versenye, a 400 méteres gátfutást 47,63 másodperces világcsúccsal nyerte meg. A következő szezonban megdöntötte saját világcsúcsát, de később a német Harald Schmid legyőzte őt egy berlini versenyen. A viadal utáni héten visszavágott, 15 méterrel győzte le Schmidet. Ettől a versenytől kezdődött rendkívüli győzelmi sorozata: kilenc év, kilenc hónap és kilenc napon át minden 400 méteres gátfutó versenyt megnyert amelyen elindult.
A szériát 1987. június 4-én az amerikai Danny Harris törte meg Madridban. A kilenc év alatt 122 egymást követő futamon győzött, többször javította meg a világcsúcsot, megszerezte második olimpiai aranyát Los Angelesben, valamint két világbajnoki (1983, 1987) és három világkupa aranyat. A veresége után újabb 10 győzelmet ért el sorozatban, majd a szöuli olimpián harmadik helyen végzett.
2008 októberében a 400 méteres gátfutás történetének 100 leggyorsabb eredménye közül 26-ot még ő birtokolt. 2011 szeptemberében még mindig ő birtokolt a 400 méteres gátfutás történetének 100 leggyorsabb eredménye közül 26-ot. A legjobb 50-ből pedig 16-ot.
Atléta pályájának befejezése után, 1990-ben bobversenyzőként részt vett világkupa futamokon, ahol kormányosával, Brian Shimerrel kétszer végzett a harmadik helyen.

## Díjai

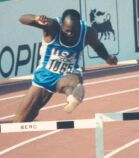
Edwin Moses futás közben

Az olimpiai bojkott miatt nem vehetett részt az 1980-as moszkvai olimpián, ennek ellenére elnyerte az Év atlétája díjat. Egy évvel később az első díjazottja lett a Jesse Owens-díjnak, mint az Egyesült Államok legjobb férfi atlétája. 1984-ben átvehette a Sports Illustrated Év sportolója díját, megosztva a tornász Mary Lou Rettonnal. Szintén ebben az évben szülővárosában, az ohiói Daytonban utat neveztek el róla. 1999-ben az ESPN az évszázad 50 legjobb atlétája közé jelölte.

## Dopping ellenőrzés
Mint sportvezető részt vett számos doppingellenes eljárás létrehozásában.

## Fordítás
- Ez a szócikk részben vagy egészben  az   Edwin Moses című angol Wikipédia-szócikk fordításán alapul.  Az eredeti cikk szerkesztőit annak laptörténete sorolja fel. Ez a jelzés csupán a megfogalmazás eredetét és a szerzői jogokat jelzi, nem szolgál a cikkben szereplő információk forrásmegjelöléseként.